# Elisha Mathewson
Elisha Mathewson, född 18 april 1767 i Scituate, Rhode Island, död 14 oktober 1853 i Scituate, Rhode Island, var en amerikansk politiker (demokrat-republikan). Han representerade delstaten Rhode Island i USA:s senat 1807-1811.
Mathewson var verksam som jordbrukare och fredsdomare i Scituate. Senator James Fenner avgick 1807 för att tillträda som guvernör. Mathewson satt i senaten fram till slutet av Fenners mandatperiod. Han efterträddes 1811 av Jeremiah B. Howell.
Mathewson blev 1851 i och med David Daggetts död den äldsta då levande före detta ledamoten av USA:s senat. Mathewson avled två år senare och gravsattes på familjekyrkogården i Scituate.